# Мандерлей
«Мандерлей» (англ. Manderlay) — другий після «Доґвілля» фільм у кінотрилогії Ларса фон Трієра «США — країна можливостей». Фільм присвячено темам расизму, рабства та свободи. «Мандерлей» відкривав Каннський кінофестиваль у 2005 році, у Данії фільм було презентовано 3 червня 2005 року.

## Сюжет
Дія стрічки відбувається одразу ж після подій, описаних у «Доґвіллі» (1933 рік), на плантації Мандерлей в Алабамі. Грейс та її батько з гангстерами тікають на південь країни, адже їхні володіння зайняті через довгу відсутність «хазяїв». На дорозі Грейс зупинила чорношкіра жінка Вікторія — її чоловіка за крадіжку Рейнського вина каратимуть побиттям батогами. У Мандерлеї родина Мейсів досі тримає негрів за рабів, хоч рабство було відмінено вже 70 років тому. Грейс обурило це, вона захищала негрів: вони не по своїй волі опинилися в Америці. Грейс потрапила в спальню старої мем, володарки Мандерлею. Та благала її спалити записник, що лежить в неї під матрацом. Грейс відмінила рабство в Мандерлеї й порадила негру Віллему використати таємниці мем в суді. За цей час стара мем померла. Віллем вважав, що негри не готові до нового життя.
У бесіді з батьком Грейс згадала про пташку, яку вона випустила в шість років. Вранці пташка була мертва — її виховали для життя під доглядом людини. Тепер вона могла діяти. У Доґвіллі батько пообіцяв Грейс, що його права стануть її правами. Зараз Грейс вмовила принципового й пунктуального батька надати їй половину своїх людей для того, щоб відновити справедливість в Мандерлеї. Із нею залишився навіть адвокат Джозеф, що вмів скласти договір, в якого було єдине прочитання.
Віллем запросив місіс свою халупу ніби для того, щоб подякувати їй, та насправді негри були невдоволені своєю свободою. Гордий Тіматі звинуватив Грейс у тому, що вона вважає себе вартої подяки, хоча зробила лише те, що мала зробити.
Джозеф вночі склав нові робочі контракти для всіх мешканців, навіть родини Мейсів, що тепер також мали важко працювати. Берк, чоловік Вікторії, був знайомий з білої жінкою, тому втік за межі Мандерлею до неї.
У другій частині кінофільму було засноване «Вільне підприємство Мандерлей», родині Мейсів давали безкінечні й нікому не потрібні завдання. Негри, як і раніше, збиралися під будинком хазяйки (на площі були намальовані числа). Гангстерам не було чого робити.
Грейс дізналася від Віллема, що два тижні тому треба було садити бавовну — раніше за цим слідкував керівник плантації. Правила посадки були відомі тільки померлій мем. Із її записника Грейс дізналася, що означають цифри, намальовані біля будинку: всі негри були поділені за психологічною характеристикою (балакучі, плаксиві). Елізабет отримала цифру «7» — «догідлива» (вона була такою, якою її хотіли бачити оточуючі). Тіматі ж був «одиницею» — гордим негром.
Раби в минулому, негри не могли ремонтувати свої халупи, оскільки в Мандерлеї не було достатньо деревини. Грейс запропонувала зрубати сад мем. Нарешті, жителі стали працювати разом (окрім Тіматі, він насміявся над Грейс через те, що дівчина навіть не розпізнавала деяких негрів за обличчям).
У четвертій частині Грейс сприйняла це як виклик, організувала уроки: на першому навчила їх основ демократії, процедури голосування. Для закріплення матеріалу мешканці проголосували за те, чиї були граблі, коли Семові не можна було гучно сміятися, і котра зараз година.
Неграм різної категорії давали різну їжу. За це Грейс запропонувала родині Мейсів нафарбувати своє обличчя чорним за їжею.
У містечко завітав Гектор — шулер, що запропонував Грейс співпрацю. Дівчину це обурило, і вона прогнала його з містечка.
На Мандерлей насувалася пилова буря — раніше від неї захищав сад мем, який зараз спиляли. Тіматі на коні намагався прогнати бурю, але всі саджанці бавовни, запаси харчів опинилися під пилом. Діти захворіли на пневмонію.
У п'ятому розділі негри стали плечем до плеча відновлювати плантацію. Грейс стала відчувати себе непотрібною. У неї народилася пристрасть до Тіматі. Вночі їй наснилося, що вона в гаремі, в якому Тіматі й раб, і шейх одночасно.
Вранці Клер, донці Роуз і Джека, стало гірше. Вирішили поділити всі припаси порівну, а дитині давати додатково їжу. На м'ясо пустили старого віслюка. Гангстери були невдоволені тим, що мали вживати те, що Джордж навіть юридично не міг визнати їжею. Грейс порадила їм повернутися до звичної праці. Вони почали ремонтувати автомобіль, двигун якого заглух через пил.
У шостій частині настали насправді важкі часи для Мандерлею. Дорослі були змушені їсти землю. Джозеф знайшов проріху в договорі з батьком Грейс і втік. Всі вважали, що Клер ставало краще, адже вночі вона з'їдала всю свою порцію. Та одної ночі Клер померла — її їжу з'їдала стара Вілма. Джек вимагав суду. Вілму вирішили вбити. Це виконала Грейс: вона не сказала жінці правду, вистрілила тоді, коли Вілма заснула.
У сьомій частині негри зібрали врожай бавовни. Це відбулося вчасно, першосортну бавовну дорого продали. До Грейс приїхав гангстер Едвард — повідомив її, що батько чекатиме її рівно 15 хвилини за тиждень. Грейс не збиралася їхати з містечка, але показати свої здобутки батькові їй хотілося.
Грейс проголосила родину Мейсів справжніми американцями. Тіматі з'їздив до банку й привіз до Мандерлею гроші. Їх він мусив охороняти.
Гангстери поремонтували машину й поїхали. Тепер Тіматі відчував себе хазяїном Мандерлею й зміг відповісти Грейс взаємністю в її потаємних бажаннях. За час, який вони проводили в спальні старої мем, в місті відбулася пожежа. Поки Тіматі відволікся, гроші вкрали. Віллем і решта вирішили, що це гангстер вкрав гроші за допомогою Сема, якого вже встигли вбити за зраду. Родина Мейсів втекли. Елізабет вбили випадково.
До Мандерлею завітав Гектор. Він віддав їй 80 %, які за їхнім договором належали Грейс. Гроші від продажу бавовни він виграв у Тіматі. Його всі вважали мунсі (царське плем'я африканців, яким не дозволялося вживати алкоголь і грати в азартні ігри). Тепер Грейс зрозуміла, що Тіматі належав не до «1» — гордих негрів Мандерлею, а до «7» — «догідливих». Дівчині просто хотілося сплутати цифри, вона хотіла бачити Тіматі гордим.
У завершальній, восьмій частині фільму Грейс вирішила покинути ненависний тепер Мандерлей. На зборах вона віддала неграм гроші, розповіла правду про Тіматі. Також вона оприлюднила записну книжку мем. Віллем зізнався, що сам склав всі ці закони, які Грейс розцінила як образливі й расистські. Негри з груп «2», «3» та «5» знали про це. Коли закінчилася громадянська війна в США, Віллем і міс Мейс були молодими. Вони розуміли, що негри не зможуть жити вільними, що Америка не готова прийняти їх. Тому зробили крок назад — уклали ці закони, які були найкращими для всіх. Неграм не видавали грошей, щоб їх не програли в карти. Мешканці Мандерлею проголосувати за те, щоб вернути закони старої мем. Але їм потрібна була нова хазяйка — за результатом голосування нею мала стати Грейс, за своєю волею, або примусово.
У Грейс лишалося півгодини для того, щоб втекти із батьком. Вона як нова пані наказала відшмагати Тіматі батогами за те, що вкрав Рейнське вино. Для виконання цього зняли секцію паркану. На прощання Грейс засудила негрів Мандерлею за те, що зрадили свою расу. Тіматі нагадав їй, що це білі створили негрів такими. За це Грейс з розлюченням відшмагала його, після чого вийшла на дорогу. Там лежала лише записка й букет гвоздик. Батько чекав на неї п'ятнадцять хвилин, проте в Мандерлеї час було встановлено невірно — голосувати за вірний час було поганою ідеєю. Гангстери побачили, як Грейс шмагала негра, тому батько розцінив це так, що Грейс контролює ситуацію. Хоч він не зрозумів, яким чином донька встановлювала «новий порядок» у містечку, він мав надію дізнатися про це пізніше.
Грейс втікала з Мандерлею від негрів, що переслідували її з факелами. Біля дороги побачила повішеним Берка. Зрештою, вона зрозуміла, що Америка не готова прийняти негрів вільними, і що винен лише той, хто простягає руку допомоги.

## Візуальний ряд
Естетика фільму повністю повторює знахідки «Догвілля»: та ж театральна умовність та розкреслений крейдою майданчик, щоправда, тепер чорним по білому. Збережена й книжкова структура з поділом на вісім глав, кожна з яких має свій підзаголовок. Триває і захоплення порожнім сценічним простором; щоправда, цього разу обтяженим досить складними конструкціями, що імітують хазяйський будинок і допоміжні споруди. Намічена цікава предметна ієрархія: справжні двері з'являються тільки в панській оселі; в хатах рабів, як і в будинках злиденних і невдячних мешканців Догвілля, — лише умовні стіни.

## У ролях
- Брайс Даллас Говард — Грейс Маргарет Малліган
- Ісаак де Банколе — Тімоті
- Денні Ґловер — Вільгельм
- Віллем Дефо — батько Грейс
- Майкл Абітебул — Томас
- Лорен Беколл — Мем
- Жан-Марк Барр — містер Робінсон
- Желько Іванек — доктор Гектор
- Удо Кір — містер Кірспе
- Джеремі Девіс — Нілс
- Мона Гаммонд — стара Вілма;
- Джинні Голдер — Елізабет;
- Джон Гарт — голос оповідача;
- Еммануель Ідову — Джим, син Вікторії;
- Рік Лонспех — Стенлі Мейс;
- Сюзетт Ллевеллін — Флора;
- Клів Роув — Семмі;

## Саундтрек
1. Dogville Overture — (Вівальді, концерт у соль мажорі)
2. Thoughts of Tom — (Гендель, кончерто гроссо ре мажорі)
3. Happy at Work — (Альбіноні, концерт для гобоя у ре мінорі)
4. Dogville Theme — (Вівальді, концерт у соль мажорі)
5. The Gifts — (Вівальді, концерт для флейти і цимбал у ре мінорі)
6. Happy Times in Dogville — (Альбіноні, концерт для гобоя у ре мінорі)
7. Fast Motion — (Вівальді, концерт у соль мажорі)
8. The Fog — (Вівальді «Madrigalesco» RV 139)
9. Grace Gets Angry — (Вівальді «Nisi Dominus» RV 608)
10. Change of Time — (Перголезі «Stabat Mater»)
11. Manderlay Theme — (Вівальді, концерт для фагота у ля мінорі)
12. Mam's Death — (Вівальді, концерт у соль мінорі)
13. The Child — (Вівальді «Al Santo Sepolcro» і «Quando Corpus Morietur»)
14. The Swallows Arrive — (Гендель, арія)
15. Young Americans — Девід Бові

## Кінокритика
Кінофільм став касовим провалом (комерційною невдачею) Ларса фон Трієра, а також здобув негативні відгуки кінокритиків. На сайті Rotten Tomatoes рейтинг кінофільму становить 50 % (49 схвальних і 49 негативних відгуків).

## Цікаві факти
- Місце виконавиці головної ролі зайняла нова актриса. Попередня виконавиця ролі Грейс — Ніколь Кідман  — мусила відмовитися від неї через зайнятість в іншому проекті.
- «Визволення. Хочуть вони того чи ні» («Liberation. Whether they want it or not») — слоган фільму.
- Ларс фон Трієр перед виходом на екрани «Мандерлея» сказав: «Я очікую, що мій фільм об'єднає Ку-клукс-клан і кольорових, бо ті й ті захочуть після побаченого мене вбити».
- В одній зі сцен фільму зарізали справжнього віслюка, щоб підкреслити умовність стилю натуралізмом. Джон Рейлі, який мав виконувати роль Гектора, після цього був усунутий від зйомок, хоча справжню причину цього не назвали. Виконавчий продюсер не відступав від закону Швеції: тварину можуть вбити для зйомок фільму, якщо це зробить ветеринар. Проте після виступів захисників тварин Трієр вирізав сцену вбивства — він не хотів відступати від головної теми рабства.
- Ролі дев'яти із дванадцяти рабів виконують англійські актори — афроамериканці відмовилися від участі в проекті через його загальний контекст.[3]
- Фільм отримав нагороду Вальядолідського кінофестивалю та мав ще 15 номінацій[4].